# A World Of Pandemonium
『A World Of Pandemonium』(어 월드 오브 펜더모니엄)은 2011년11월 23일에 발매된 더 하이에이터스의 3번째 오리지널 앨범이다. 일본 내 시디번호는 FLCF-4406이며, 2012년 2월 28일 라이센스 음반으로 한국에 발매되었다.

## 개요
더 하이에이터스의 세 번째 오리지널 앨범이다. 프로듀스는 더 하이에이터스로 표기. 작사는 호소미가 했으며 작곡은 더 하이에이터스 멤버들이 했다. 다만 트랙 4번 「Souls」는 Jamie Blake와 공동으로 만들었다.
또한, 이번에는 더 하이에이터스 앨범 처음으로 모든 노래가 영어 가사로 되어 있다.

## 수록곡
1. Deerhounds [4:30]
  - 작사: Takeshi Hosomi / 작곡: 더 하이에이터스

PV로 제작되었다.
2. Superblock [3:34]
  - 작사: Takeshi Hosomi / 작곡: 더 하이에이터스
3. The Tower and The Snake [3:23]
  - 작사: Takeshi Hosomi / 작곡: 더 하이에이터스
4. Souls feat. Jamie Blake [4:29]
  - 작사: Jamie Blake & Takeshi Hosomi / 작곡: 더 하이에이터스 & Jamie Blake

The Rentals가 보컬, Jamie Blake가 작업에 참가했다.
5. Bittersweet / Hatching Mayflies [4:27]
  - 작사: Takeshi Hosomi / 작곡: 더 하이에이터스

2nd EP「Hatching Mayflies」에 수록되어 있다.
6. Broccoli [2:07]
  - 작사: Takeshi Hosomi / 작곡: 더 하이에이터스
7. Flyleaf [4:35]
  - 작사: Takeshi Hosomi / 작곡: 더 하이에이터스
8. Shimmer [4:28]
  - 작사: Takeshi Hosomi / 작곡: 더 하이에이터스
9. Snowflakes [3:45]
  - 작사: Takeshi Hosomi / 작곡: 더 하이에이터스

2nd EP「Hatching Mayflies」에 수록되어 있다.
10. On Your Way Home [3:39]
  - 작사: Takeshi Hosomi / 작곡: 더 하이에이터스

## 레코딩 구성원
- 호소미 타케시 (細美武士) / 보컬・기타
- masasucks / 기타
- 우에노 코지 (ウエノコウジ) / 베이스
- 카시쿠라 타카시 (柏倉隆史) / 드럼
- 호리에 히로히사 (堀江博久) / 키보드（피아노）